# León Villanúa Artero
León Villanúa Artero fue un periodista y escritor español de la primera mitad del siglo XX. No debe confundirse con un contemporáneo algo posterior, el científico y toxicólogo León Villanúa Fungairiño (1918-2004).

## Biografía
Poco se sabe sobre él, salvo que fue un personaje bohemio y habitual de las reuniones y conferencias del Club PEN de Madrid a mediados de los años 30, un lugar frecuentado por los intelectuales de derechas. El único que lo conoció profundamente fue Pío Baroja, quien lo retrató como un bohemio pícaro y bromista en su Galería de tipos de la época (1947):
Tipo alto, de nariz larga, con una voz un poco agria de viejo, de una volubilidad grande en su tocado: iba unas veces afeitado, otras con barbas, otras con bigote, con sotabarba y hasta con melena. Villanúa tomaba la vida en broma
Era antimonárquico y anticomunista, y no muy religioso; le gustaban los juegos cervantinos que mezclaban realidad con ficción, siendo una especie de precursor en lo que se denomina metaficción. La Rusia inquietante, viaje de un periodista a la URSS (1931), que se presenta como un libro de viajes, es en realidad una novela en primera persona, cuyo narrador es un periodista en un periódico de Madrid que no se vende, como el propio autor. La idea de ir a Rusia fue del periodista / narrador, según el cual hizo un viaje de trece meses, de los cuales tres los pasó en Rusia y el resto en Europa, principalmente Francia. Se incluyen en su viaje entrevistas al mismísimo Lenin así como a Trotski, elementos que nos ayudan a averiguar la escasa o nula veracidad de esta crónica de viajes: en realidad es una parodia de los viajes a Rusia publicados anteriormente, los cuales conoce y cita; no en vano Baroja lo tenía por un bromista. El lector no informado de los textos que reescribe puede, pues, inclinarse a creer que lo que está contando es verdad.

## Obras
- Isaac Peral, marino de España. Biografía. Madrid: Colección Europa, 1934.
- Vidas de santos y demonios (1909)
- Navegantes, novela española (1932)
- Historia regocijante del gran Don Medín Medina (1930)
- La bailarina de las piernas de seda, 1935, reimpreso por Editorial Ágata en 1994.
- Traducción de la Vida de Lenin: dedicada a los trabajadores del universo, escrita supuestamente por Trotski. Madrid: Editorial Dédalo, 1932.
- La Rusia inquietante, viaje de un periodista español a la URSS, años de 1928-29, Madrid: Agencia General de Librería y Artes Gráficas, 1931.